# Khvadjagan
Khvadjagan ou khodjadgan (persan : خواجگان, pluriel persan : خواجه, singulier, khodja — maître) est une tariqa, une confrérie soufie, fondée par Abdul Khaliq Ghijduwani (en) devenue l'ancêtre de la tariqa naqshbandiyya.

## Histoire
Abdul Khaliq Ghijduwani, fondateur de la tariqa Khvadjagan, a vécu au XIIe siècle. Ses conceptions ont été influencées par les enseignements des écoles malâmati et qalandariyya. Abdul Khaliq Ghijduwani a développé huit principes de base de la vie spirituelle des adeptes du tariqa. Il a également formulé une soixantaine de dispositions auxquelles un véritable musulman engagé dans une pratique ascétique mystique doit adhérer.
Selon le professeur allemand d'islamisme Jürgen Paul, le khvadjagan n'est pas une confrérie soufie mais plutôt un enseignement mystique, dont les adeptes étaient divers groupes disparates et peu organisés dans les villes et les zones rurales de Maverannarkh au XIIIe siècle-XVe siècle. Les khvadjagans manquaient de pratiques communes. Ils étaient unis par leur revendication du statut de disciples spirituels d'Abdul Khaliq Ghijduwani, leur compréhension du concept de la vie du bon musulman et leur sentiment qu'après les invasions mongoles en Asie centrale leur société serait plongée dans un monde étrangèr à l'islam.
Bahâ’uddin Naqshband, qui a vécu au XIVe siècle, était le chef du groupe des khvadjagans des environs de Boukhara. Il a été formé par Amir Kulal (en), qui était le représentant de la cinquième génération des disciples de Ghijduwani. Naqshband a repris les principes de base des khvadjagans, développés par le fondateur de la tariqa, puis y a ajouté trois principes, pour jeter les bases d'une nouvelle confrérie soufie, connue plus tard sous le nom de khvadjagan-naqshbandiyya ou plus simplement naqshbandiyya. Avec le temps, le tariqa naqshbandiyya devient l'une des confréries soufies les plus populaires, après celle de la tariqa qadiriyya, et s'est répandue sur un vaste territoire allant de l'Égypte et des Balkans à la Chine et l'Indonésie; de la Région de la Volga et de la Ciscaucasie jusqu'en Inde et en Arabie.

### Les khvadjagans au Turkestan oriental
Les premières dispositions prises pour étendre le tariqa khvadjagan vers le territoire du Turkestan oriental ont été prises à la fin du XVe siècle, quand la confrérie était dirigée par Ahmad Kasani (en). Cependant ces tentatives ont échoué du fait que les khans mongols ont préféré les tariqas plus modérées des Uwaisi. Au XVIe siècle le fils d'Ahmad Kasani a été expulsé du Mogholistan. Ce n'est qu'au XVIIe siècle que les khvadjagans ont pu renforcer considérablement leur influence politique dans le khanat et sont devenus des seigneurs féodaux influents. En même temps s'est produite une scission entre les disciples du fils aîné et ceux du fils cadet d'Ahmad Kasani. La lutte intransigeante entre les deux branches du khvadjagan a conduit à la partition du pays puis à la désintégration politique du Turkestan oriental. En 1683, la khanat Moghol était divisé en trois parties : l'une était une théocratie et les deux autres des États laïcs.

## Enseignement des khvadjagans
Les huit principes de base de Abdul Khaliq Ghijduwani:
- Houch dar dam (persan : هوش در دم — «contrôle de la respiration», «conscience de chaque inspiration-expiration»);
- Nazar bar qadam (persan : نظر بر قدم — «contrôle de chaque pas»);
- Safar dar vatan (persan : سفر در وطن — «errance dans le monde matériel»);
- Khalvat dar andjouman (persan : خلوت در انجمن — «isolement de la société»);
- Iadkard (persan : یاد کرد — «compréhension constante»);
- Bazgacht (persan : بازگشت — «retour»);
- Nigahdacht (persan : نگاهداشت — «maintien de la vigilance»);
- Iaddacht (persan : یادداشت — «mémorisation consciente»).

Obligations du vrai musulman selon Abdul Khaliq Ghijduwani :
- observance obligatoire de la charia et la sunna du prophète Mahomet;
- éradication des innovations répréhensibles dans le soufisme;
- pauvreté volontaire mais autosuffisante;
- strict ascétisme;
- renonciation aux plaisirs du monde;
- étude obligatoire des textes de fiqh, des hadiths, etc.

Abdul Khaliq Ghijduwani condamnait tout contact avec les autorités au pouvoir. Ses disciples devaient participer à la prière islamique collective, ne pas aspirer à devenir imam ou muezzin, ne pas attirer l'attention sur eux et rester discret, se tenir à l'écart de la gloire, ne pas se porter garant dans les affaires, ne pas s'adresser aux tribunaux, ne pas signer de contrats de vente ou des lettres de change, se tenir réservé en société, limiter les heures de sommeil et la nourriture, être constamment dans la sphère spirituelle et pratiquer l'itikāf, surveiller son apparence et être soigné, ne pas se disputer, ne rien exiger des autres et ne servir personne (sauf le cheikh). Ghijduwani prêchait le célibat de fait ; il était défavorable à la construction des édifices soufis (zaouïa, ou khanqah) et à la cohabitation au sein de ceux-ci. Il acceptait les dévotions par le chant et la danse (samā‘) mais à condition que cette pratique n'occupe pas trop de place dans la vie religieuse des soufis.